# Dobra (dopływ Sąpólnej)
Dobra – struga w północno-zachodniej Polsce, w woj. zachodniopomorskim; prawobrzeżny dopływ rzeki Sąpólnej.
Dobra bierze swoje źródło na Równinie Nowogardzkiej, na zachód od wsi Krzemienna w gminie Dobra. Początkowy bieg płynie na południe, gdzie przed wsią Anielino zawraca w kierunku północnym płynąc w pobliżu Krzemiennej. Następnie biegnie przez wieś Błądkowo, za którą przyjmuje od lewego brzegu dopływ spod kolonii Ostrzyca. Dalej płynie na północ przez wieś Wierzbięcin i przez Jarchlinem zmienia kierunek płynąc na zachód i północny zachód. Przyjmuje dopływ spod Kulic i kilometr dalej uchodzi do Sąpólnej od prawego brzegu, na południe od wsi Maszkowo.
Nazwa Dobra funkcjonuje od 1948 roku, kiedy to została zmieniona z poprzedniej niemieckiej nazwy Mühlen Bach.